# 司马义·买买提
司马义·买买提（维吾尔语：ئىسمايىل مەھمەت；拉丁維文：Ismayil Mehmet，1940年1月—1962年10月27日）维吾尔族，中国新疆英吉沙县乌恰乡亚瓦格村人，中国人民解放军下士，战斗英雄。

## 生平
司马义·买买提于1960年3月（一说1960年7月）入伍，成为新疆军区骑兵第3团战士。该团的前身是新疆三区革命武装民族军改编的中国人民解放军第五军步兵第13师第38团，1953年5月改编为新疆军区骑兵第3团。该团是一个以维吾尔族为主，由7个少数民族组成的部队。全团共七百余人。
1962年4月（一说1962年9月），司马义·买买提加入中国共产党，成为预备党员。他还出任该团机枪连三班班长。
中印边境战争前夕，司马义·买买提正在家探亲，得知部队有战斗任务之后，当即赶回部队参战。1962年10月27日，在西藏阿里地区羌山口战斗中，司马义·买买提率全班乘坐汽车追歼入侵的印军，途中遭到印军伏击，汽车前轮被印军打穿，驾驶员负重伤，全班人员暴露在距离印军50米的开阔地。此时，他用冲锋枪还击，以吸引印军火力，左臂、右下腹先后中弹，仍坚持战斗，最终胸部中弹阵亡。司马义·买买提为部队摆脱被动，全歼该股印军赢得了宝贵的时间。全班战士在其鼓舞下，作战6分钟后，将该股印军全部消灭，收复了羌山口。
1962年，司马义·买买提被生前所在部队追认为中国共产党正式党员，追记一等功。1963年4月26日，他被中华人民共和国国防部追授“战斗英雄”称号。
司马义·买买提生前所在部队，现在是新疆军区合成第六师某装甲步兵连。